# Thorigné-sur-Dué
Thorigné-sur-Dué è un comune francese di 1 663 abitanti situato nel dipartimento della Sarthe nella regione dei Paesi della Loira.

## Società

### Evoluzione demografica
Abitanti censiti